# Educación en el Reino Unido

La educación en el Reino Unido es una materia devuelta, de forma que cada uno de los países  del Reino Unido tiene sistemas separados bajo gobiernos separados: el Gobierno del Reino Unido es responsable para Inglaterra y el Gobierno escocés, el Gobierno galés y el Ejecutivo de Irlanda del Norte son responsables  para Escocia, Gales e Irlanda del Norte, respectivamente.
Para los detalles de la educación en cada país, véase:
- Educación en Gales
- Educación en Inglaterra, cuya tabla de escolarización se muestra más abajo.
- Educación en Escocia
- Educación en Irlanda del Norte

## Educación en Inglaterra

### Años de escolarización
La tabla que aparece más abajo describe los patrones más habituales para la escolarización en el sector estatal en Inglaterra. Los niños se colocan en grupos de edad determinados por la edad que tendrán en su cumpleaños durante el curso escolar.
En la mayoría de los casos, la progresión de un grupo de edad a otro, está basado  puramente en la edad cronológica, aunque es posible en algunas circunstancias que el estudiante repita o se salte un año. La repetición puede deberse a una falta de asistencia, como por ejemplo una larga enfermedad, y especialmente en años que requieran pruebas normalizadas. Un niño significativamente más avanzado que sus compañeros puede adelantar uno o dos años.
| Edad de cumpleaños durante el curso escolar | Año                   | Etapa Curricular                                                                           | Escuelas                        | Escuelas                         | Escuelas       |
| ------------------------------------------- | --------------------- | ------------------------------------------------------------------------------------------ | ------------------------------- | -------------------------------- | -------------- |
| 4                                           | Nursery               | Foundation Stage                                                                           | Nursery School                  | Nursery School                   | Nursery School |
| 5                                           | Reception             | Foundation Stage                                                                           | Infant School                   | Primary School                   | First School   |
| 6                                           | Year 1                | Key Stage 1                                                                                | Infant School                   | Primary School                   | First School   |
| 7                                           | Year 2                | Key Stage 1                                                                                | Infant School                   | Primary School                   | First School   |
| 8                                           | Year 3                | Key Stage 2                                                                                | Junior School                   | Primary School                   | First School   |
| 9                                           | Year 4                | Key Stage 2                                                                                | Junior School                   | Primary School                   | First School   |
| 10                                          | Year 5                | Key Stage 2                                                                                | Junior School                   | Primary School                   | Middle School  |
| 11                                          | Year 6                | Key Stage 2                                                                                | Junior School                   | Primary School                   | Middle School  |
| 12                                          | Year 7                | Key Stage 3                                                                                | Secondary School or High School | Secondary School with Sixth Form | Middle School  |
| 13                                          | Year 8                | Key Stage 3                                                                                | Secondary School or High School | Secondary School with Sixth Form | Middle School  |
| 14                                          | Year 9                | Key Stage 3                                                                                | Secondary School or High School | Secondary School with Sixth Form | Upper School   |
| 15                                          | Year 10               | Key Stage 4 GCSE                                                                           | Secondary School or High School | Secondary School with Sixth Form | Upper School   |
| 16                                          | Year 11               | Key Stage 4 GCSE                                                                           | Secondary School or High School | Secondary School with Sixth Form | Upper School   |
| 17                                          | Year 12 (Lower Sixth) | Key Stage 5 / Sixth Form A-level, BTEC, International Baccalaureate, Cambridge Pre-U, etc. | Sixth Form/FE College           | Secondary School with Sixth Form | Upper School   |
| 18                                          | Year 13 (Upper Sixth) | Key Stage 5 / Sixth Form A-level, BTEC, International Baccalaureate, Cambridge Pre-U, etc. | Sixth Form/FE College           | Secondary School with Sixth Form | Upper School   |

En cada país hay cinco etapas de educación: educación inicial, primaria, secundaria, educación superior (EF) y educación superior (ES). 
La ley establece que la educación a tiempo completo es obligatoria para todos los niños entre las edades de 5 (4 en Irlanda del Norte) y 16, la edad de escolarización obligatoria (CSA). En Inglaterra, la educación o formación obligatoria se ha ampliado a 18 para los nacidos el 1 de septiembre de 1997 o posteriormente. No es necesario que esta educación a tiempo completo se realice en una escuela y algunos padres optan por educar en casa. Antes de que alcancen la edad escolar obligatoria, los niños pueden ser educados en la guardería si los padres lo desean. 
La educación superior no es obligatoria y cubre la educación no avanzada que se puede cursar en universidades de educación superior (incluida la terciaria) e instituciones de educación superior (IES)
La quinta etapa, Educación Superior, es el estudio más allá de los niveles A o BTEC (y su equivalente) que, para la mayoría de los estudiantes de tiempo completo, se lleva a cabo en universidades y otras instituciones y colegios de educación superior. La mayoría de Grados en esta etapa se completan en 3 o 4 años, mientras que las Maestrías duran 1 año si se realizan a tiempo completo.
El British Council enumera cerca de 2,000 becas y subvenciones para estudiantes que desean realizar su Educación Superior en el Reino Unido.

### Materias escolares
El plan de estudios nacional, establecido en 1988, proporciona un marco para la educación en Inglaterra y Gales entre los 5 y los 18 años. 
| Posición | Colegio                         | Tipo    |
| -------- | ------------------------------- | ------- |
| 1        | King Edward VI Five Ways School | Público |
| 2        | Langley Grammar School          | Público |
| 3        | Kendrick School                 | Público |
| 4        | Colchester Royal Grammar School | Público |

Aunque el plan de estudios nacional es obligatorio, algunas escuelas privadas, academias, escuelas gratuitas y educadores en el hogar diseñan sus propios planes de estudios. . En Escocia, el equivalente más cercano es el programa Curriculum for Excellence, y en Irlanda del Norte existe algo conocido como currículo común. Las calificaciones escocesas de National 4/5, Highers y Advanced Highers son muy similares a los cursos de English Advanced Subsidiary (AS) y Advanced Level (A2).
En Inglaterra y Gales, el amplio plan de estudios nacional cubre 13 materias y cinco etapas clave, que incluyen literatura inglesa, idioma inglés, matemáticas, ciencias, arte y diseño, historia, geografía, diseño y tecnología, estudios religiosos (RE), informática, ciudadanía, lenguas extranjeras antiguas y modernas, música y educación física (EF).
En Escocia, la educación general cubre cinco niveles y ocho áreas curriculares generales, que incluyen artes expresivas, salud y bienestar, idiomas (incluidos inglés, gaidhlig, estudiantes de gaélico e idiomas modernos), matemáticas, educación religiosa y moral, ciencias, estudios sociales y tecnologías. .
En Irlanda del Norte, a los 11 años, al ingresar a la educación secundaria, todos los alumnos estudian una amplia base de materias que incluyen geografía, historia, inglés, matemáticas, ciencias, educación física, música e idiomas modernos.

### Educación en Inglaterra
- Department for Education
- Department for Business, Innovation and Skills
- A history of education in England by Derek Gillard, an advocate of the comprehensive system
- «The Skills for Life survey: A national needs and impact survey of literacy, numeracy and ICT skills», Research Brief RB490 (Department for Education and Skills), 2003.
- Skills for Life: Progress in Improving Adult Literacy and Numeracy (PDF), House of Commons Public Accounts Committee, 14 de enero de 2009.
- Guardian Special Report - Education

- Datos: Q1154307
- Multimedia: Education in the United Kingdom / Q1154307